# Hetvenkét Tanítvány Mozgalom
A Hetvenkét Tanítvány Mozgalom célja olyan strukturált katolikus szakmai hálózat létrehozása, amely a társadalom számára láthatóvá teszi a keresztény értékeket, a különböző szervezeteknek teret ad az együttműködésre, üzeneteik szélesebb körben történő tolmácsolására.
Célja a Magyar katolikus egyház irányítása mellett az egyházi és civil szervezetek összefogásának elősegítése, ezen szervezetek élő hálózatának kiépítése. Létrehozni és működtetni egy katolikus társadalmi civil központot, mely teret ad a közös gondolkodásnak és a párbeszédnek.
Hozzájárulni a katolikus egyház társadalmi üzenetének minél szélesebb körben történő terjesztéséhez, az egyházon belüli horizontális és vertikális kapcsolatok építéséhez, és újszerű kommunikációs csatornák kialakításához.
A Hetvenkét Tanítvány Mozgalom az esztergom-budapesti érsek 856-1/2018. számú határozata alapján, egyházmegyei jogú hivatalos jogi személyként jött létre. Érvényesek rá a katolikus egyházjognak a hivatalos egyházi jogi személyekre vonatkozó  előírásai.

## A névválasztás oka
Az ókori zsidóság úgy vélte, hogy a Földön 72 nép él, a 72 tanítvány így annak a szimbóluma, hogy a kereszténységet a világ minden népéhez kell elvinni, mindenkit meg kell szólítani. A mozgalom célja is ez: a világba kilépve vigyék el a keresztény civilek a kereszténység válaszait, üzenetét.

## Szakmai körök
A szakmai körök közül elsőként a Hetvenkét Tanítvány Mozgalom Mérnök Műhelye (T72 Mérnökkör) jött létre, ugyanakkor ma már több műhely is működik: család, egészségügyi, ifjúság. A már régóta sikeresen működő keresztény szakmai szervezetekkel együttműködésre törekszik Mozgalommal (pl. Ars Sacra, Érme Üzleti Hálózat, Magyar Katolikus Jogászok Társulása). A műhelyek keresztény szellemben működnek és egyúttal az evangelizáció, a pre-evangelizáció helyszínei is, hisz a közös gondolkodás, a jó célokért való együtt dolgozás, a munkába bekapcsolódás lehetősége megérintheti a vallásukat nem gyakorló, de jó szívvel megáldott, tenni kész embereket is, ezáltal vezetve el őket Jézushoz.

## Története
Erdő Péter bíboros 2014 májusában kereste fel a Háló Egyesület vezetőit azzal a szándékkal, hogy hogy induljon el egy szakmák szerinti szerveződés az egyházon belül a világi értelmiségre építve. Ezzel meghívással indult el a Mozgalom.
2016. március 20-án (vasárnap) az Ávilai Nagy Szent Teréz-plébániatemplom  plébániáján (1065 Budapest, Pethő Sándor u. 2.) történt az első beszélgetés Székely János segédpüspökkel a megkezdett munkáról. Itt mondhatták el a szakmák képviselői a véleményüket ugyanarról a mindnyájukat érintő fontos kérdésről.
2017. szeptember 20-án több együttműködő szervezettel és közel 500 résztvevővel zajlott a Laudato sí konferencia. A konferencia címét Ferenc pápa Laudato si’ kezdetű enciklikája adta. A pápa közös otthonunk gondozásáról, oikonomiájáról adta ki ezt a tanítást, és hangsúlyozta: „remélem, hogy az abban mondottak végre lesznek hajtva!” A Laudato si’ a katolikus társadalmi tanítás része, annak legutóbbi mérföldköve, amelyet a többi keresztény egyház és közösség is örömmel és elismeréssel fogadott.
2018. június 16-án a Hetvenkét Tanítvány Mozgalom és a Párbeszéd Háza „En pantí euchariotéite!” – A hála, mint a fenntarthatósági fordulat alapja címmel megrendezte második konferenciáját közel 250 fő részvételével.

## Közéleti ajánlások 10 pontja[6]
- Ne gyűlöld azt, akinek más a véleménye, mint a tiéd.
- Ne félemlítsd meg vitapartneredet.
- Aki mást gondol, mint te, nem az ellenséged, hanem másképp látja a világot.
- Ne élj vissza a közösségtől rád ruházott hatalmaddal, a köz szolgája vagy, nem bírája.
- Ne lopj.
- Ne hazudj, s ne hallgasd el a valóságnak azt a részét se, ami rád nézve káros.
- Ne rágalmazd a más véleményt vallókat.
- Közéleti vitapartnered nem ellenséged, hanem embertársad.
- A köz érdeke nem szükségszerűen egyenlő a te érdekeddel.
- Gondolkozz, mielőtt megszólalsz, s tudd, hogy indulataid korlátozzák józanságod.

Szeresd embertársadat úgy, mint önmagad.